# Chimoj
Chimoj (ros. Химой) – wieś w Rosji, w Czeczenii, ośrodek administracyjny rejonu szarojskiego. W 2010 liczyła 309 mieszkańców.